# Leroy Watson
Pour les articles homonymes, voir Watson.
Leroy Denver Watson est un archer britannique né le 6 juillet 1965 à Broseley (Angleterre).

## Carrière
Leroy Watson participe aux Jeux olympiques d'été de 1988 à Séoul. 18e de l'épreuve individuelle, il remporte la médaille de bronze par équipe avec Steven Hallard et Richard Priestman.